# Yellow Submarine Songtrack
Yellow Submarine Songtrack – album wydany przez zespół The Beatles w 1999 roku. Tak naprawdę jest to reedycja wydanego w 1969 roku albumu Yellow Submarine. Zmiany, w porównaniu do pierwszej wersji, dotyczyły wyrzucenia instrumentalnych kompozycji George'a Martina i zastąpienie ich piosenkami, które pojawiły się w filmie (oprócz piosenki A Day in the Life, dlatego że firma EMI nie chciała, aby na albumie znalazło się zbyt wiele piosenek z albumu Sgt. Pepper’s Lonely Hearts Club Band) i z wcześniejszych płyt Beatlesów.

## Lista utworów
Wszystkie utwory autorstwa duetu Lennon/McCartney, poza zaznaczonymi.
| 1.  | „Yellow Submarine”                       | 2:38  |
|     |                                          |       |
| 2.  | „Hey Bulldog”                            | 3:14  |
|     |                                          |       |
| 3.  | „Eleanor Rigby”                          | 2:06  |
|     |                                          |       |
| 4.  | „Love You To” (George Harrison)          | 3:01  |
|     |                                          |       |
| 5.  | „All Together Now”                       | 2:10  |
|     |                                          |       |
| 6.  | „Lucy in the Sky with Diamonds”          | 3:28  |
|     |                                          |       |
| 7.  | „Think for Yourself” (George Harrison)   | 2:18  |
|     |                                          |       |
| 8.  | „Sgt. Pepper's Lonely Hearts Club Band”  | 2:02  |
|     |                                          |       |
| 9.  | „With a Little Help from My Friends”     | 2:44  |
|     |                                          |       |
| 10. | „Baby You're a Rich Man”                 | 3:03  |
|     |                                          |       |
| 11. | „Only a Northern Song” (George Harrison) | 3:27  |
|     |                                          |       |
| 12. | „All You Need Is Love”                   | 3:57  |
|     |                                          |       |
| 13. | „When I'm Sixty-Four”                    | 2:37  |
|     |                                          |       |
| 14. | „Nowhere Man”                            | 2:44  |
|     |                                          |       |
| 15. | „It's All Too Much” (George Harrison)    | 6:28  |
|     |                                          |       |
|     |                                          | 45:57 |
|     |                                          |       |